# Gallus Moosbrugger

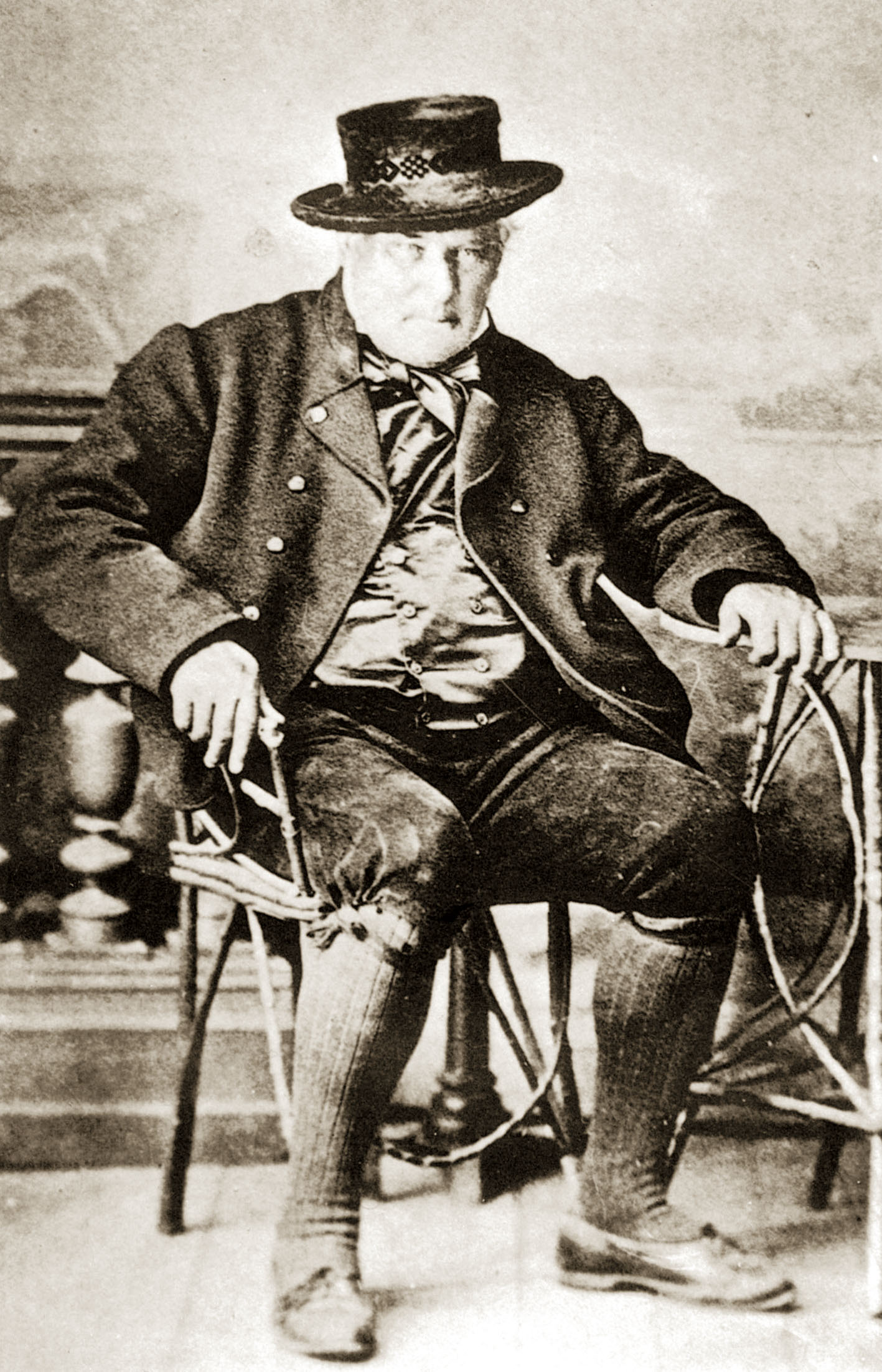
Gallus Moosbrugger, genannt ,Jöckles Galle‘

Gallus Moosbrugger (* 1810 Schnepfau; † 1886 ebenda) war ein einflussreicher Bregenzerwälder Käsehändler („Käsegraf“) und „Modernisierer“ aus der bekannten Vorarlberger Familie Moosbrugger. Er gilt neben Pfarrer Johann Georg Rüscher als Gegenspieler des Schriftstellers Franz Michael Felder. Über sein Leben selbst ist wenig bekannt. Bekannter ist seine Tätigkeit als Unternehmer.

## Handelstätigkeit der Gebrüder Moosbrugger
Gallus, genannt ,Jöckles Galle‘, nahm neben seinen Brüdern Josef Ambros (1806–1869) und Leopold (1804–1861) eine führende Position im Unternehmen der Gebrüder Moosbrugger ein. Durch geschickte strategische Organisation erreichte Moosbrugger nahezu ein Export/Import-Monopol. Er belieferte mit einem Fuhrpark von sechzig Pferden entfernteste Teile der Monarchie, wie Ungarn, die Lombardei oder Venetien mit Käse. Auf dem Heimweg brachten die Fuhrleute Lebensmittel, Werkzeuge und Textilien mit, die in Vorarlberg nicht selbst produziert wurden.

## Stammhaus und Stadtpalais
Vom Stammhaus, dem Gasthof Adler in Schnepfau ausgehend, wurde das Handelsgeschäft in Richtung Vorarlberger Oberland mit großen Besitztümern in Thüringen und Patronat über die Pfarren Bludesch, Thüringen, Ludesch, Thüringerberg, Raggal, Sonntag, Buchboden und schließlich nach Mailand ausgeweitet, wo Josef Ambros Moosbrugger ein Stadtpalais besaß. Auch dort war Moosbrugger in das gesellschaftliche und kulturelle Leben integriert. So hatte er beispielsweise eine Loge in der Scala (Giuseppe Verdi, Nabucco, 1842) abonniert.

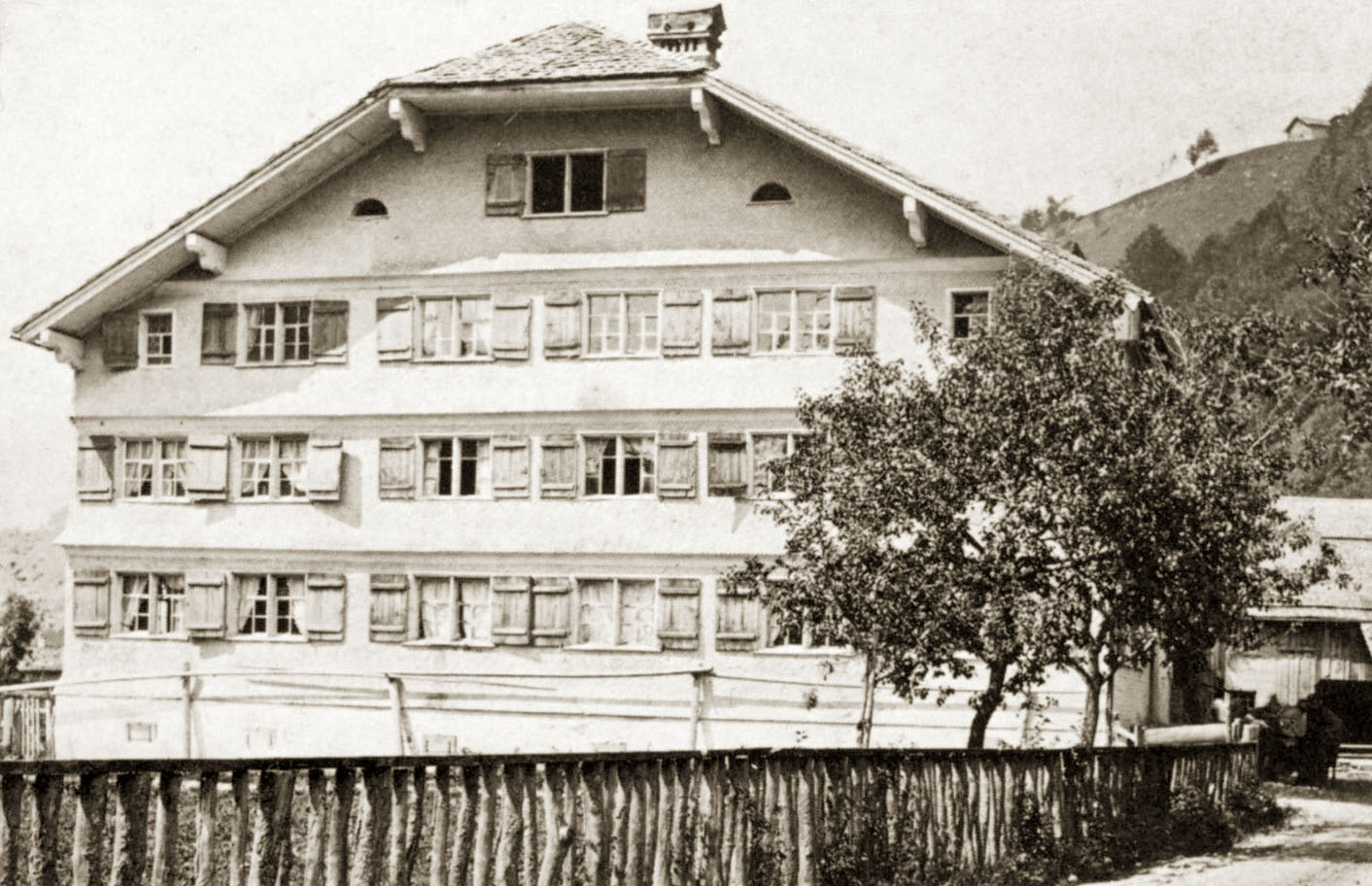
Gasthof Adler
Käsebunzen-Transport nach Mailand
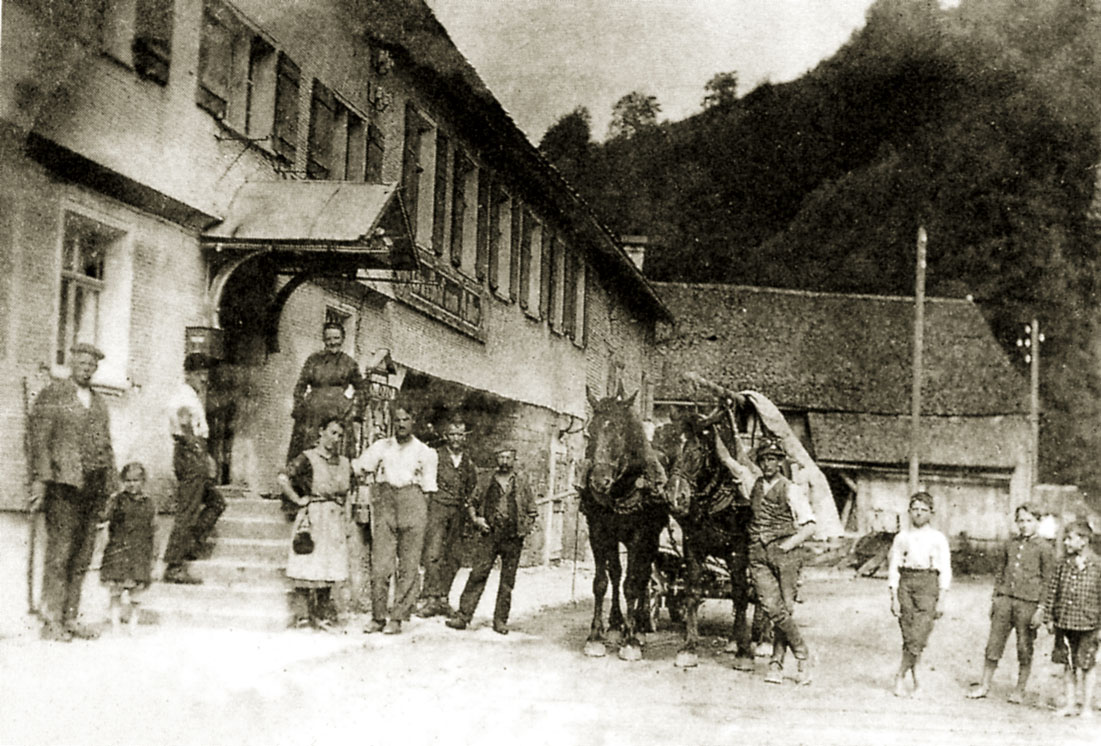
Gasthof Adler, um 1930 (Elektrifizierung von Schnepfau begann 1924, Strommasten im Hintergrund; Mädchen an der Hand ist Anna Moosbrugger geb. 1924)

## Katharinentag
Vielen Bauern der Region stand Gallus Moosbrugger als Geldverleiher zur Seite oder er kaufte und bezahlte den Großteil der Wintermilch schon im Voraus am 25. November, dem Namenstag der Heiligen Katharina, in Au. Konnte der Bauer danach, aus welchen Gründen auch immer, keine Milch liefern, musste er kostenlos für ,Galle‘ arbeiten. 
Um einen besseren Milchpreis und Vertrieb zu erzielen, versuchte der Bauer, Schriftsteller und Sozialreformer Franz Michael Felder 1866 Moosbrugger zu einer Zusammenarbeit mit den Bauern in einer gemeinsamen Genossenschaft zu gewinnen. Da Moosbrugger darauf nicht einstieg, gründete Felder die Genossenschaft trotzdem und agitierte gegen Moosbrugger. Dadurch wurden die beiden zu Gegnern in ökonomischer Hinsicht. Felder beschreibt den „Katharinentag“ in einer frühen sozialkritischen Lyrik:
„… welche Freude wird entstehen, wenn wir Gallus kommen sehen, wir mit ihm ins Gaden gehen. Keinem wird er Trost versagen, der in schönen Maientagen seine Milch ihm zugetragen. Alle hat er aufgeschrieben, denen gute Werke blieben, für den Tag, den tränentrüben. Alle, die sein Buch erquicket, eilen froh und hochbeglücket, wo kein Dengel sie erblicket.“
Moosbrugger, der u. a. auch im Komitee für den Bau der Bregenzerwaldbahn war, als auch Felder waren Modernisierer, die neue Ideen in den Bregenzerwald brachten, die aber nach dem Tode der beiden auch von der politischen Bühne verschwanden.

## Epilog
Als Gallus 1886 stirbt, schreibt Der Landbote von Vorarlberg:
„Schnepfau beklagt den Tod eines echten Wäldermannes, des Käsehändlers Gallus Moosbrugger, unter dem Namen „Galle“ im ganzen Land wohlbekannt. In religiös-politischer Beziehung neigte er anfangs zu den Liberalen, bis er sie kannte, nachher wählte er stets konservativ.“

## Weblink
- Die Käsgrafen auf www.moosbrugger.at